# Lupang Hinirang
"Lupang Hinirang" är Filippinernas nationalsång komponerad 1898 av Julian Felipe, med text skriven på spanska 1899 av Jose Palma. År 1956 översattes texten till tagalog och 1998 till filipino.